# Chiloglanis carnosus
Chiloglanis carnosus е вид лъчеперка от семейство Mochokidae. Видът е почти застрашен от изчезване.

## Разпространение
Разпространен е в Демократична република Конго.